# Carlos Queirós Ribeiro
José Carlos de Queirós Nunes Ribeiro (Lisboa, Santos-o-Velho, 5 de abril de 1907 – Paris, 27/28 de outubro de 1949), ou simplesmente Carlos Queiroz, foi um poeta e escritor português.

## Biografia

### Família
Filho natural de Joaquina de Queirós, filha natural de Maria de Jesus de Almeida Queirós, de Lagos, Odiáxere, filha natural de Gertrudes de Almeida dos Reis Calado. Sua mãe era irmã de Gertrudes de Queirós, de Ofélia Queiroz (que teve um romance com Fernando Pessoa), e de Francisco de Paula de Queirós.

### Casamento e descendência
Casou com Guilhermina Maria Correia Manoel de Aboim Borges (Loures, Loures, 20 de dezembro de 1907 – Lisboa, 18 de outubro de 1975), sobrinha materna do 1.º Visconde de Idanha e sobrinha-neta do 1.º Visconde de Vila-Boim, de quem teve cinco filhos.

### Carreira
Poeta do segundo modernismo português, identificado como um dos grandes nomes da revista Presença.
Desempenhou um importante papel na ligação entre o primeiro modernismo português da geração da revista Orpheu e o segundo modernismo da Presença. É Carlos Queirós que, por volta de 1927, estabelece a ligação entre Fernando Pessoa e a revista coimbrã Presença, dirigida por Gaspar Simões, José Régio e Branquinho da Fonseca, na qual Pessoa veio a publicar diversos textos. Foi no número 5 da Presença (1927) que Carlos Queirós, juntamente com Fernando Pessoa e Almada Negreiros, iniciou a sua participação neste periódico.

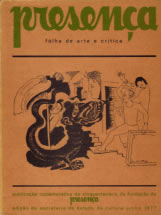
Capa da Revista Presença

David Mourão-Ferreira, no prefácio do primeiro volume da Obra Poética de Carlos Queirós, refere que entre 1927 e 1937, ano em que Carlos Queirós deixou de colaborar com a Presença, terá publicado nas edições que vão do n.º 5 ao n.º 49 cerca de 49 poemas e dois textos em prosa, constituindo-se como um dos nomes de referência e de continuidade desta publicação.
É Carlos Queirós, num número especial da Presença de homenagem a Fernando Pessoa, que dá a conhecer os amores de Fernando Pessoa por Ofélia Queirós, sua tia, publicando nesse número diversas cartas de amor de Pessoa escritas a Ofélia.
A participação literária de Carlos Queirós não se circunscreveu somente à celebre revista Presença. Publicou em diversas revistas e folhas literárias, tendo uma obra poética espalhada por diversas revistas: Ocidente, Atlântico, Revista de Portugal, Momento, Aventura, Vamos Ler e a revista Litoral (1944-1945), que foi dirigida pelo próprio. Conhecem-se, ainda, colaborações suas nas revistas Contemporânea (1915-1926), Ilustração (1926-) e Sudoeste (1935), na revista de poesia Altura (1945) e na   revista luso-brasileira Atlântico.
Carlos Queirós publicou dois livros em vida. O primeiro, intitulado Desaparecido e editado em 1935, tendo à data o poeta 28 anos de idade, foi alvo dos maiores elogios. Destaca-se a crítica publicada por Pessoa na Revista de Portugal. Pessoa escreve no primeiro parágrafo do seu texto crítico:
"A beleza do livro começa pelo livro. A edição é lindíssima. A beleza do livro continua pelo livro fora; os poemas são admiráveis." Mais à frente no seu texto Pessoa prossegue: "Não se pode dizer deste livro o que é vulgar dizer-se, elogiosamente, de um primeiro livro, sobretudo de um jovem: - que é uma bela promessa. O livro de Carlos Queirós não é uma promessa, porque é uma realização" (in Revista de Portugal n.º 2 Coimbra, Janeiro de 1938).
O segundo livro publicado em vida foi Breve Tratado de Não Versificação, editado em 1948.
Entre 1945 e 1949, colaborou com Victor Buescu na tradução para português de uma selecção da obra poética de Mihai Eminescu, que veio a lume apenas em 1950.
A obra poética de Carlos Queirós, pouco divulgada, está atualmente editada em 2 livros pela Editora Ática. O primeiro livro tem como data de publicação 1984 e intitula-se Desaparecido – Breve Tratado de Não Versificação, sendo a compilação dos dois livros publicados em vida por Carlos Queirós; o segundo tem como data de publicação 1989 e intitula-se Epístola aos Vindouros e Outros Poemas, sendo constituído por uma coletânea de poemas dispersos, por diversas publicações da época e alguns inéditos recolhidos por David Mourão-Ferreira, com a ajuda de uma das filhas do Poeta.

## Obras
- Desaparecido (1935)
- Breve Tratado de Não Versificação (1948)

Póstumos
- Desaparecido – Breve Tratado de Não Versificação (1984, Ática, Compilação)
- Epístola aos Vindouros e Outros Poemas (1989, Ática, poemas dispersos)